# برتقالي الزايلينول
الزايلينول البرتقالي (بالإنجليزية: Xylenol orange )‏ هو عبارة عن كاشف عضوي يستخدم بشكل شائع كملح رباعي الصوديوم حيث يعمل كمؤشر لمعايرة المعادن . وعندما يستخدم في معايرات المعادن ، فإنه يظهر باللون الأحمر في المادة المعايرة ولكنه يتحول للون الأصفر بمجرد الوصول لنقطة النهاية . تاريخياً ، كانت تتميز التحضيرات التجارية منه باحتوائها على شوائب بشكل ملحوظ ، حيث كانت تتكون أحياناً فقط من 20 % من الزايلينول البرتقالي وباقي هذه النسبة عبارة عن كميات كبيرة من أشباه الزايلينول البرتقالي وإيمينو حمض الخليك . ولكن حالياً أصبح متوفر من هذه المادة درجات نقاء تصل إلى 90 %.